# .nu
.nu — в інтернеті, національний домен верхнього рівня (ccTLD) для островів Ніуе.

## Домени 2-го та 3-го рівнів
В цьому національному домені нараховується близько 10,100,000 вебсторінок (станом на січень 2007 року).
У наш час використовуються та приймають реєстрації доменів 3-го рівня такі доменні суфікси (відповідно, існують такі домени 2-го рівня):
| Суфікс  | Регламентовані користувачі          |
| .biz.nu | Комерційні установи, корпорації     |
| .gob.nu | Державні та урядові установи        |
| .gov.nu | Державні та урядові установи        |
| .id.nu  | Родини, приватні особи              |
| .or.nu  | Неприбуткові, неурядові організації |
| .pp.nu  | Родини, приватні особи              |
| .pro.nu | Професійні організації              |